# Бесіди (Чорноголовський міський округ)
Бесі́ди (рос. Беседы) — присілок у складі Чорноголовського міського округу Московської області, Росія.

## Населення
Населення — 22 особи (2010; 21 у 2002).
Національний склад (станом на 2002 рік):
- росіяни — 100 %